# عبد المالك المتوكي
عبد المالك المتوكي (فبراير 1841 - 1927) من الأسرة المتوكية، من قبائل جبال الأطلس الكبير الغربي، فترة قيادته من 1886 حتى 1927.

## النسب[1]
ينتمي عبد المالك المتوكي إلى عائلة قيادية قديمة بسطت نفوذها على قبائل الأطلس الكبير الغربي منذ 1850، وقد حكمت منطقتين متميزتين من الناحية الجيوسياسية والإثنية وهما:
- منطقة الهضاب والسهول: وتشمل أولاد أبي السباع ولكريمات ومجاط وفروكة و أولاد مطاع و أولاد يعلا والعروسيين.
- منطقة الجبل: تضم متوكة ونفيفة ودمسيرة واداوزيكي ومزكيطة ومزوضة.

## النشأة
ولد عبد المالك المتوكي في محرم 1257ه/ فبراير 1841، وتلقى العلوم الدينية، لكنه سرعان ما انصرف عن العلم إلى إتقان فنون الحرب والقتال، وهو ما سيؤهله لقيادة محلة عمه الحاج عمر بن سعيد فيتارودانت.

## فترة حكمه:[2]
تزايد نفوذ المتوكي بعد موت عمه، وتوليه لقيادة كونفدرالية متوكة، وسعى لتعزيز مكانته لدى السلطان عبر مساهمة قبيلته في الحركة السلطانية ضد الثائر بوحمارة سنة 1903.
ومثل منافسيه گلاوة و گندافة، استغل المتوكي الفوضى العارمة في البلاد من 1897 إلى 1902، ليمد نفوذه على حساب مجموع القبائل المجاورة للأطلس الكبير الغربي وسهل مراكش، واستخدم ذلك لأجل تحقيق سياسة التحالفات.
في سنة 1906 تحالف المتوكي مع مبارك جلولي أو الگلولي ضد قائد قبائل حاحا أحمد أنفلوس، ثم غير هذا التحالف لعدم نجاعته، ليستبدله بقبائل الشياظمة وأبناء أبي السباع واحمر، الذين ساعدوه على هزم القائد أنفلوس.
ثم تحالف المتوكي مع الكلاوي ضد القائد الطيب الكندافي الذي امتنع عن مساعدة المتوكي في حربه ضد حاحا، وبالفعل نجحا في سحق الكندافي في أكتوبر 1906، وأصبحت قبائل أولاد مطاع (إقليم الحوز)تابعة للمتوكي.
وفي سنة 1907 بدأت مظاهر الانشقاق السياسي داخل المغرب، حيث طالب عبد الحفيظ بن الحسن بالعرش من أخيه عبد العزيز بن الحسن، وانحاز المتوكي في البداية لعبد الحفيظ، لكنه سرعان ما ابتعد عنه ليدعم المخزن العزيزي مواكبة منه للمتغيرات السياسية والعسكرية وحفاظا منه على مكتسبات الأسرة المتوكية، وتمكن طيلة الفترة الزمنية الفاصلة بين 1907 و1912 من سحق كل القبائل التي تعارضه بحوض تانسيفت خاصة مزوضة، إلى درجة أنه حاصر مراكش ودخلها بتاريخ 1 أكتوبر 1909 بعد استسلام الحاج التهامي الكلاوي.
إلى جانب ما سبق، عمل المتوكي على دعم المشروع الاستعماري الفرنسي بالجنوب المغربي منذ 1913 عبر مساهمته العسكرية الفعالة في إخضاع قبائل الجنوب للسلطة الفرنسية.
و تقلد على ذلك وسام جوقة الشرف الفرنسي في مراكش مطلع 1914، عرفانًا بجهوده في القضاء على القائد أنفلوس أحد زعماء المقاومة بحاحة.
ورغم ذلك فقد سجل له المؤرخون وقوفه أمام الاستعمار الفرنسي حين أراد هدم جامع الكتبية الشهير في مراكش.
وقد تميز المتوكي بقيادته بتكبره وقساوة طبعه، ودهائه وحنكته في الحرب، وتمكن من السيطرة على مجال جد واسع عبر استخدامه لسياسة الحديد والنار، ووصل عبر ذلك إلى أعلى مراتب الثروة والنفوذ والشهرة والسلطة.

## وفاته
توفي القائد عبد المالك المتوكي سنة 1927م وتولى القيادة بعد موته أبناؤه ومن أبرزهم: القائد محمد والذي سيصبح خليفة لوالده على مركز بوابوض، ثم القائد إبراهيم والمدني وسعيد.